# ボブ・ゲルドフ

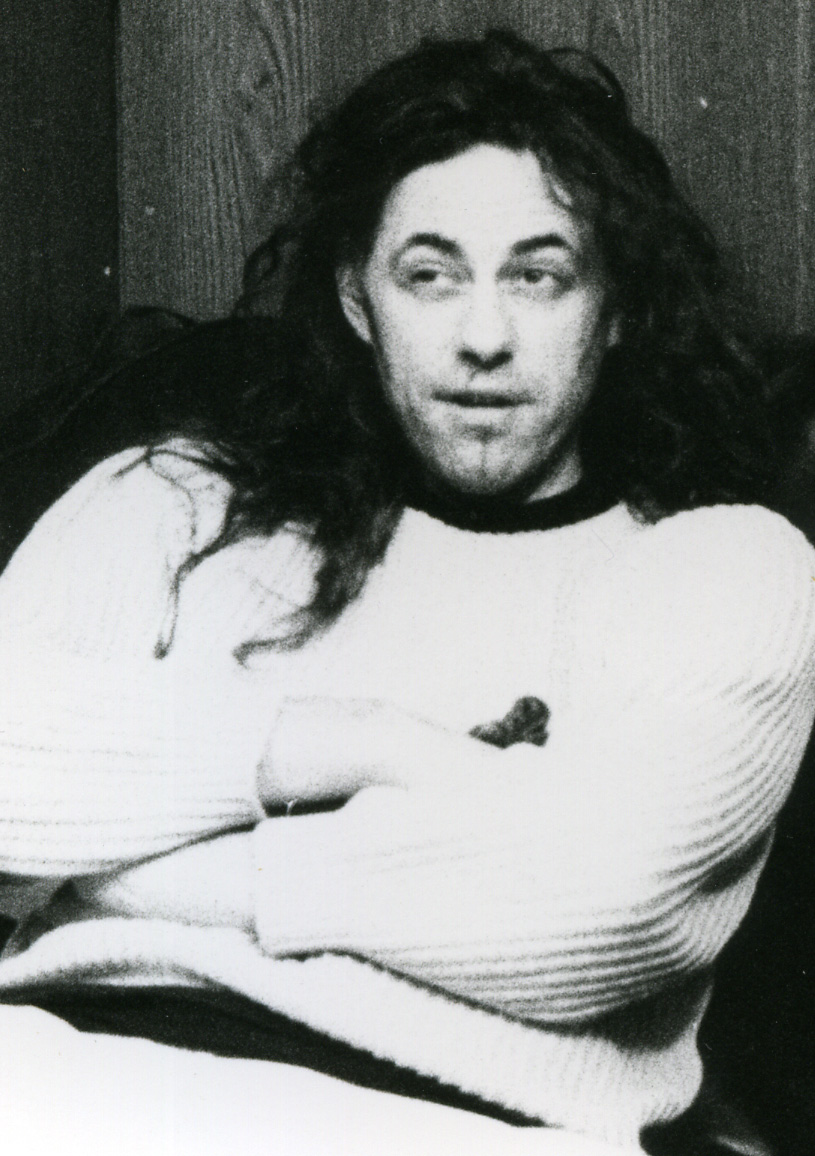
ボブ・ゲルドフ

ボブ・ゲルドフ（Bob Geldof）こと、ロバート・フレデリック・ゼノン・ゲルドフ（Robert Frederick Zenon Geldof、KBE、[ˈɡɛldɒf]、1951年10月5日 - ）は、アイルランドのシンガーソングライター、政治活動家。ブームタウン・ラッツのボーカリスト。

## 初期の経歴
ゲルドフはダブリン県のダン・レアリーで、アイルランドとベルギーの血統を持つ家庭に生まれた。彼はダブリン近郊のブラックロック・カレッジに学び、屠殺業や道路人夫、エンドウ豆缶製造業を経た後、カナダのバンクーバーで音楽ジャーナリストとして活動を始め、週刊誌「ジョージア・ストレート」の出版に携わった。その後、1975年にロックバンド、ブームタウン・ラッツを結成し、当時のパンク・ムーヴメントと密接に関わることとなる。
1978年にブームタウン・ラッツは、「ラット・トラップ」（RAT TRAP）で初のシングル1位を獲得する。同シングルは、イギリスで初めてチャートのトップを獲得したニュー・ウェイヴ・シングルであった。引き続き1979年には「哀愁のマンデイ」（I Don't Like Mondays）がヒットし、同時に議論の的となった。同曲は、カリフォルニア州サンディエゴで1979年1月にブレンダ・アン・スペンサーが自宅から向かいにある小学校に銃を発砲した殺人事件を基に書かれたものであった。同曲は1995年にボン・ジョヴィによってカバーされ、1995年6月25日にロンドンのウェンブリー・スタディアムで行われたボン・ジョヴィのコンサートで、ゲルドフはステージに参加している。この曲は2005年のLIVE 8でも演奏され、アコースティックバージョンで歌われた。
ゲルドフはすぐにロックの多彩な代弁者として知られるようになるも、アイルランドのトーク・ショー「レイト・レイト・ショー」へのブームタウン・ラッツの最初の番組出演は視聴者からの苦情を招くこととなる。

## 日本との関係
ボブ・ゲルドフは、日本に1980年・1983年ブームタウン・ラッツ日本公演で訪れている。1980年には音楽評論家の福田一郎と会談し、ミュージックジャーナルな話題で盛り上がった。東京四谷の街をヤマハ発動機のニューウェーブバイクに乗り、ボブが10代の頃を彷彿とさせるパフォーマンスで役者としての才能を披露したほか日本料理店での祝宴、ステージ、バックステージを密着取材撮影したオフィシャル写真家・AKIHIRO_TAKAYAMAのオリジナル写真作品にそれらが表現され、来日公演の回想に元ゾンバレコード日本社長・国内最大級の音楽出版社フジパシフィックミュージック社長室長・北澤孝。発行部数80万部の週刊FM誌元編集長・前山のぶゆきがコメントを寄せている。テレビ番組では日本放送協会NHKヤング・ミュージック・ショーで1980年ライブが全国放映されている。

## チャリティ・ワーク
ゲルドフの最初の慈善活動への参加は、1981年9月に行われたアムネスティ・インターナショナルによる「シークレット・ポリスマンズ・アザー・ボール」であった。彼はショー製作者であるマーティン・ルイスの招待でソロ・アーティストとして出演した。ショーでゲルドフは「哀愁のマンデイ」のソロ・バージョンを演奏した。同公演にはスティング、エリック・クラプトン、フィル・コリンズらも参加し、彼らは後にライヴ・エイドに出演し、ゲルドフがウルトラヴォックスのミッジ・ユーロと共に発表したボブ・ディランのカヴァー、「アイ・シャル・ビー・リリースド」のオールスター・バージョンのバッキング・ヴォーカルを務めている。ショーとそこからリリースされたアルバムや映画でアムネスティは相当の収益を上げ、人権に関する社会の意識が向上した。ゲルドフはショーへの関与を誇りに思い、一人物によって集められたロック・ミュージシャンの集団が原因に対して影響を与えることができた点に関して気が付いた（後にゲルドフと関係するU2のシンガー、ボノは1986年に、1981年のアムネスティ・ショーが「種をまいた」点に注意した。そしてそれは同様の方法でゲルドフに影響を及ぼしたように見えた）。

### バンド・エイドのシングル
1984年までにブームタウン・ラッツの活動は停滞していった。同年11月、ゲルドフはマイケル・バークによるエチオピアの飢饉を伝えるBBCのニュース報道を見て、何かするために状況を活用すると誓ったのだった。彼はミッジ・ユーロと共に「ドゥ・ゼイ・ノウ・イッツ・クリスマス?」（Do They Know It's Christmas?）を作曲した。
ゲルドフは11月にBBCレディオ1のDJ、リチャード・スキナーのショーに出演したが、計画されていた新しいアルバムについて議論する代わりに、チャリティ・シングルについてのアイディアを公表することに放送時間を費やした。これは、その話題に対する激しいメディアの関心を生み出す結果につながったのである。
彼はアフリカ飢餓救済基金を行うために主要なイギリスとアイルランドのロック、ポップスを中心としたトップ・ミュージシャンからなるバンド・エイドを結成した。
シングルは飢饉救済資金を集める目的で、1984年のクリスマス前にリリースされた。ゲルドフの幾分慎重な望みは7万ポンドであったと言われている。しかしながらその売り上げは数百万ポンドに上り、結果的にイギリス・チャート史上（1997年まで）最高の売り上げとなった。同曲は1989年にバンド・エイドIIのスローガンの下、カイリー・ミノーグやジェイソン・ドノヴァンといったアーティストをフィーチャーして再録音された。また、新たなグループのミュージシャンと共に結成したバンド・エイド20のプロジェクトが始まる2004年のクリスマスを前に、またも再録音され発売された。
チャリティ・シングルのアイディアは、数か月後にアメリカでコピーされる。マイケル・ジャクソンとライオネル・リッチーによって書かれた「ウィ・アー・ザ・ワールド」（We Are the World）はヨーロッパおよびアメリカでチャートのトップを獲得した。ゲルドフは1985年1月28日のアメリカン・ミュージック・アウォーズの直後に行われた同曲のレコーディングに参加し、コーラスとして歌っている。

### ライヴエイドコンサート
バンド・エイドのシングルの巨大な成功を利用して、ゲルドフは1985年6月に飢饉救済のために前例のない金額を増やした大規模なチャリティ・コンサート、ライヴエイドを続けて計画していった。このころ、彼はお金を集めるために世界の多くの場所へ旅立ったのである。彼は飢饉救済へイギリスの政策の大きな再評価に至ったマーガレット・サッチャーさえも難詰するようになった。
この功績が認められて、ゲルドフはイギリスの女王、エリザベス2世から栄誉あるナイト爵位を含む数々の賞を受賞。イギリスまたはイギリス連邦の市民でないため、ゲルドフは「サー」の称号の利用を妨げられてしまうが、お構いなしに「サー・ボブ」のニックネームが定着し、報道でさえも「サー・ボブ・ゲルドフ」として頻繁に言及するようになる。また、2005年7月7日にはアフリカで貧困やエイズのために戦う献身が評価されたのを理由に、2006年のノーベル平和賞候補者にノミネートされた。
今日のゲルドフはDATA（D：債務、A：エイズ、T：貿易、A：アフリカの頭文字を取っている）やU2のボノによって設立されたアフリカを支援するための組織と深い関わりがある取り組みをしている。2016年には「アフリカの不平等に対する取り組み」により王立地理学会よりパトロンメダルを受賞している。

### LIVE 8コンサート
2005年3月31日に、ゲルドフはアフリカに負担をかけていると主張する政府の負債、貿易障壁とエイズ問題のような問題の認識を上げるためにと、LIVE 8のプロジェクトを告知した。2005年7月2日土曜日に、ゲルドフは次の6つのコンサートを準備している。ロンドンのハイド・パークではエルトン・ジョン、U2、コールドプレイ、マドンナ、ポール・マッカートニー、ロビー・ウィリアムズ。パリではアンドレア・ボチェッリ、ユッスー・ンドゥール。ローマではデュラン・デュラン、フェイス・ヒル。ベルリンではブライアン・ウィルソン、クロスビー・スティルス&ナッシュ。フィラデルフィアでは50セント、デイヴ・マシューズ、サラ・マクラクラン、スティーヴィー・ワンダー。オンタリオ州のバリーではニール・ヤング、ベアネイキッド・レイディーズ、ブライアン・アダムス、ディープ・パープル、ゴードン・ライトフット、トラジカリー・ヒップなどが、それぞれの都市で公演を行った。
1981年以来初めてとなるオリジナルラインアップで、ピンク・フロイドもロンドンで一緒に公演をした。これは、多くの人によって公演のコーラスのハイライトであると考えられていた。
LIVE 8は英語圏では「貧困を過去に！」、日本では「ほっとけない　世界のまずしさ」として啓発された、1999年にゲルドフ、クインシー・ジョーンズ、ボノ、ポール・マッカートニー、マドンナ、スティングほか多数の音楽家・文化人がサポーターを勤めたジュビリー2000が大きく関与している。
公演は無料で、7月6日に世界の首脳がG8経済首脳会議のためスコットランドのパースシャーに集まる4日前に、開催された。この時ゲルドフは「ギターを持つ少年少女は、最終的に世界をその軸に向けるようになるだろう」と声明で語った。

#### LIVE 8の批判
グレンイーグルズ・サミットでアフリカのために作られた約束は、広く称賛された。「アフリカのために行われたこれまでのものの中で最も偉大なサミット」（コフィー・アナン）、「不完全ならば最貧国の発展の見込みに重要な後押し」（ジェフリー・サックス教授）あるいは「負債の大きな進展」（オックスファムで最近まで研究の先端にいたケビン・ワトキンズ）。しかし、多くの援助機関はLIVE 8がアフリカの貧しい人々についてというよりもゲルドフ自身を含む年老いたロックスターの経歴を回復することについての方がなおいっそう多かったと一部の批評家に主張させた結果に失望したと口にした。
コンサートで公演するために予定されていたアフリカ、あるいは黒人アーティストの最初の不足で批判もあったが、ゲルドフは大物アーティストだけがG8会議への前段階で世界の注目を集めるように要求される莫大な観衆を引きつけ、アフリカ音楽に対する不十分な公的関心がヨーロッパやアメリカのコンサートの標的市場の中にあったと答えた。また、認められたアーティストを犠牲にしてアフリカのアーティストを含むことは表面的な人種差別撤廃に繋がり、コンサートの効果を徐々にむしばむだろうとも答えた。
LIVE 8がトニー・ブレアやゴードン・ブラウンの個人的かつ政治的課題への無条件の支持を与えたという告発もあった。多くの人々がそれはゲルドフの課題を承諾したイギリスの政治家だったと感じたが、反対にこれはゲルドフが原因を悪化させたという告発にも至った。ライヴエイドに与えられるメディア・サポートとは対照的に、LIVE 8は一部のメディアの部門によって批判にさらされてしまった。

## 名声と悪評
ライヴエイドの後、ゲルドフは世界で最も承認できる人々のうちの1人になった。広告ターゲットを問わず、特に会話中に激しい言葉を使うことで知られるようになった。ライヴエイドの間にBBCのウェンブリー・スタジオで午後セッションのうちに「俺たちにおまえのくそ忌々しいお金を渡す」ように視聴者に勧めたと広く主張された。しかし、これは都市伝説である。実際に、「人々は、今死んでいる。今すぐお金を下さい。すぐにお金を下さい。」と言っていた。少し後になって、基金調達のイベントとしてのライヴエイドの点を強調しようとしてる時に、「畜生アドレスめ、番号はここにあるからちょっと電話で教えてくれ…」などとも言ったという。
日本人女性の高尾慶子（イギリス人に関するエッセイ多数）の著書『やっぱり、イギリス人はおかしい』によると、1988年当時、ゲルドフは日本の新聞の記事には「本人はバス代もない貧しい状態だと訴えている」とあったが、高尾が勤めるロンドンの高級な日本レストランの常連で、好物のエビの天ぷらを手づかみで食べ尻尾をテーブルの上に並べ店員に嫌がられた。

### 政治的見解と議論
ゲルドフは2002年に単一通貨に反対することを広告に出すことによって、反ユーロの態度をとった。また、ゲルドフはエチオピアの食糧危機への反響を「痛ましい」と呼んだ欧州連合（EU）を2004年に批判した。欧州議会の議員、グレニス・キノックは事実が間違っているとしてゲルドフを非難した。エチオピア訪問の間、ゲルドフもアフリカのエイズと戦うというジョージ・ウォーカー・ブッシュ大統領の提案を称賛した。この提案は、キリスト教の道徳と禁欲を重く強調したものだったため、援助グループからは批判された。ゲルドフがユーロ懐疑論の許容できる側面になっていると主張する批評家もいる。また、ゲルドフはイギリスで活発なファーザーズ・ライツ（Fathers' Rights）の代弁者でもある。

### ブームタウン・ラッツ後の経歴
ライヴ・エイド後のゲルドフは首尾よく一連のソロアルバムを発売して、ミュージシャンとしての活動に戻った。また、彼はこの頃デヴィッド・ギルモアやシン・リジィとパフォーマンスもしていた。U2のボノと一緒に、彼は第一世界の国と銀行に負債を返済していかなければならないアフリカ政府キャンペーンに2000年以降は多くの時間を捧げた。
また、XFMラジオのDJもやっていた。1998年に、おそらくそれは局のオーナーが変わったことに不満を持つリスナーからのいたずらの情報のためだと言われているが、彼はイアン・デューリーの癌による死亡を誤って伝えてしまった。これは、音楽雑誌NMEがゲルドフを「世界最悪のDJ」と呼ぶ事件を招くことになった。

### ポーラ・イェーツとの関係
ゲルドフはイギリスの音楽ジャーナリストで、のちにテレビ司会者に転身した風変わりなキャラクターの持ち主のポーラ・イェーツと出会い、1983年に娘フィフィが生まれる。ポーラは実の父親も法律上の父親も有名テレビ司会者で(元ショーガールのポーラの母親が婚姻中に浮気していた為)、1979年に雑誌ペントハウスのモデルを務めたこともあるが、イギリスで知名度を上げたきっかけは、ボブとの交際でゴシップ雑誌を騒がせたからである。二人は1986年に結婚し、ピーチーズとピクシーの2人の娘ももうけるが、1996年に離婚した。3人の娘はゲルドフによって育てられる。
その後、ポーラはテレビ番組でインタビューしたことで交際を始めたロックバンドINXSのマイケル・ハッチェンスとの間に娘タイガーリリーを出産する。しかしハッチェンスの自殺、2000年のポーラのヘロイン過剰摂取による死で、タイガーリリーは孤児となってしまう。ポーラの前夫であるゲルドフは、ハッチェンスの両親の了解を得て彼女を引き取り、ゲルドフの実子でタイガーリリーの異父姉にあたる子供たちとともに育てられている。2007年、ゲルドフはタイガーリリーを正式に養子に迎えた。2014年、お騒がせセレブとしてイギリスのメディアでたびたび話題になった奔放な性格の次女のピーチーズが、母親のポーラと同じヘロインの過剰摂取で死亡した。

### 家系
1986年に書いた自伝によると、ゲルドフという苗字は、20世紀初頭にベルギーからアイルランドに移住した祖父の姓である。この苗字はアイルランドにはほとんどない。

### 資産
ゲルドフの資産は、2001年にイギリスの放送局の一覧で第18位である三千万ポンドであるとブロードキャスト誌によって見積もられた。
ボブは航空チケット会社、広告プラン会社、など多数の会社の役員でもある。
2005年ブームタウン・ラッツの元バンド仲間にバンドのレコーディングからの相当な利益を与えずにおいたとしてゲルドフを訴えた元バンド仲間との法的争いに巻き込まれた。LIVE 8が成功したことによりボブ・ゲルドフの講演料が約600万円から約1,000万円に値上がりをみせた。

## ディスコグラフィ

### スタジオ・アルバム
- 『ディープ・イン・ザ・ハート・オブ・ノーウェア』 - Deep In The Heart Of Nowhere (1986年、Mercury / Atlantic)
- 『ヴェジタリアンズ・オブ・ラヴ』 - Vegetarians Of Love (1990年、Mercury / Atlantic)
- 『ハッピー・クラブ』 - The Happy Club (1992年、Mercury / Atlantic)
- 『セックス・エイジ・アンド・デス』 - Sex, Age & Death (2001年、Eagle / Koch)
- How to Compose Popular Songs That Will Sell (2010年、Mercury / Atlantic)

### コンピレーション・アルバム
- 『ベスト・オブ・ボブ・ゲルドフ・アンド・ブームタウン・ラッツ』 - Loudmouth: The Best of Bob Geldof & the Boomtown Rats (1994年、Vertigo)
- Great Songs of Indifference: The Anthology 1986–2001 (2005年、Mercury)

## 映画出演
- 『ピンク・フロイド ザ・ウォール』 - Pink Floyd – The Wall (1982年) ※主人公・ピンク役
- 『ナンバーワン』 - Number One (1985年) ※ハリー・"フラッシュ"・ゴードン役
- Bernard and the Genie (1991年) ※本人役 (カメオ)
- 『スパイス・ザ・ムービー』 - Spiceworld (1997年) ※本人役 (カメオ)
- 『BEING MICK　メイキング・オブ・「ゴッデス・イン・ザ・ドアウェイ」＆「エニグマ」』 - Being Mick (2001年) ※本人役
- I am Bob (2007年) ※短編映画。ボブがそっくりさんコンテストで負ける（ブームタウン・ラッツのヒット曲「哀愁のマンデイ」を歌った後でも負ける）
- Oh My God (2009年) ※本人役
- Bad Girl (2012年) ※ジョージ役
- A Fanatic Heart: Geldof on Yeats (2016年)